# Moisés Solana
Moisés Solana Arciniega (Città del Messico, 26 dicembre 1935 – Valle de Bravo, 27 luglio 1969) è stato un pilota automobilistico messicano.
Partecipò, tra il 1963 ed il 1969, a otto Gran Premi di Formula 1 disputatisi in Messico e negli Stati Uniti. Perse la vita nel 1969 in un incidente automobilistico occorso durante una cronoscalata.

## Carriera
Il suo debutto avvenne in occasione del secondo Gran Premio del Messico, il 27 ottobre 1963, sul circuito dell'Autodromo Hermanos Rodríguez: al volante di una BRM P 57 BRM della Scuderia Centro Sud gommata Dunlop, Solana partì in 11ª posizione e si classificò 11º, a 8 giri dal vincitore Jim Clark.
L'anno seguente, sempre in Messico, al volante di una Lotus 33 con motore Coventry Climax V8, Solana partì in 14ª posizione per poi classificarsi 10º, a due giri dal vincitore Dan Gurney su Brabham.
Disputò due gare del campionato mondiale del 1965, entrambe su Lotus 25 Coventry Climax V8 del Team Lotus. Negli Stati Uniti, sul circuito di Watkins Glen, si qualificò 17º e si classificò 12º (a 15 giri dal vincitore Graham Hill), mentre in Messico, partì in 9ª posizione per ritirarsi al 56º giro di 65 (il GP fu vinto da Richie Ginther su Honda).
Nel 1966 partecipò al solo GP del Messico, al volante di una Cooper T81 con motore Maserati V12, ma si ritirò all'8º giro di 65 dopo essersi qualificato 18º. Il Gran Premio fu vinto dal compagno di squadra John Surtees.
Nel 1967 Solana, al volante di una Lotus 49 Cosworth V8 del Team Lotus, partecipò nuovamente ad entrambi i GP nordamericani senza però riuscire a concluderli. In Messico, partì in 9ª posizione, ma si ritirò al 12º giro di 65; negli Stati Uniti, si ritirò al 7º giro di 108 dopo essere scattato dalla 7ª posizione.
L'ultima apparizione fu ancora in Messico, su una Lotus 49B Cosworth V8 del Gold Leaf Team Lotus: qualificatosi 11º, si ritirò al 14º giro.
Nelle sue otto presenze, Solana concluse la gara in tre occasioni (miglior piazzamento: 10º; posizione media: 11º) senza conquistare punti e percorrendo 312 giri (su 608 teorici, 51,3% della distanza); la miglior posizione in partenza fu il 7º posto (media qualifica: tra l'11º ed il 12º posto).

## Risultati in Formula 1
| 1963 | Scuderia            | Vettura |  |  |  |  |  |  |  |  |    |  |  |  | Punti | Pos. |
| ---- | ------------------- | ------- |  |  |  |  |  |  |  |  | -- |  |  |  | ----- | ---- |
| 1963 | Scuderia Centro Sud | BRM P57 |  |  |  |  |  |  |  |  | 11 |  |  |  | 0     |      |

| 1964 | Scuderia   | Vettura  |  |  |  |  |  |  |  |  |  |    |  |  | Punti | Pos. |
| ---- | ---------- | -------- |  |  |  |  |  |  |  |  |  | -- |  |  | ----- | ---- |
| 1964 | Team Lotus | Lotus 33 |  |  |  |  |  |  |  |  |  | 10 |  |  | 0     |      |

| 1965 | Scuderia   | Vettura  |  |  |  |  |  |  |  |  |    |     |  |  | Punti | Pos. |
| ---- | ---------- | -------- |  |  |  |  |  |  |  |  | -- | --- |  |  | ----- | ---- |
| 1965 | Team Lotus | Lotus 25 |  |  |  |  |  |  |  |  | 12 | Rit |  |  | 0     |      |

| 1966 | Scuderia           | Vettura    |  |  |  |  |  |  |  |  |     |  |  |  | Punti | Pos. |
| ---- | ------------------ | ---------- |  |  |  |  |  |  |  |  | --- |  |  |  | ----- | ---- |
| 1966 | Cooper Car Company | Cooper T81 |  |  |  |  |  |  |  |  | Rit |  |  |  | 0     |      |

| 1967 | Scuderia   | Vettura  |  |  |  |  |  |  |  |  |  |     |     |  | Punti | Pos. |
| ---- | ---------- | -------- |  |  |  |  |  |  |  |  |  | --- | --- |  | ----- | ---- |
| 1967 | Team Lotus | Lotus 49 |  |  |  |  |  |  |  |  |  | Rit | Rit |  | 0     |      |

| 1968 | Scuderia   | Vettura   |  |  |  |  |  |  |  |  |  |  |  |     | Punti | Pos. |
| ---- | ---------- | --------- |  |  |  |  |  |  |  |  |  |  |  | --- | ----- | ---- |
| 1968 | Team Lotus | Lotus 49B |  |  |  |  |  |  |  |  |  |  |  | Rit | 0     |      |

| Legenda | 1º posto     | 2º posto | 3º posto    | A punti         | Senza punti/Non class.  | Grassetto – Pole position Corsivo – Giro più veloce |
| Legenda | Squalificato | Ritirato | Non partito | Non qualificato | Solo prove/Terzo pilota | Grassetto – Pole position Corsivo – Giro più veloce |